# Trofeo Laigueglia 2023
60. ročník jednodenního cyklistického závodu Trofeo Laigueglia se konal 1. března 2023 v italském městě Laigueglia a okolí. Vítězem se stal Francouz Nans Peters z týmu AG2R Citroën Team. Na druhém a třetím místě se umístili Italové Andrea Vendrame (AG2R Citroën Team) a Alessandro Covi (UAE Team Emirates). Závod byl součástí UCI ProSeries 2023 na úrovni 1.Pro.

## Týmy
Závodu se zúčastnilo 9 z 18 UCI WorldTeamů, 6 UCI ProTeamů a 5 UCI Continental týmů. Každý tým přijel se sedmi závodníky kromě týmů Arkéa–Samsic, Green Project–Bardiani–CSF–Faizanè a UAE Team Emirates s šesti jezdci a týmu Trek–Segafredo s pěti jezdci. Na start se tak postavilo 135 jezdců. Do cíle v Laigueglii dojelo 35 z nich.
UCI WorldTeamy
- AG2R Citroën Team
- Arkéa–Samsic
- Cofidis
- EF Education–EasyPost
- Groupama–FDJ
- Ineos Grenadiers
- Intermarché–Circus–Wanty
- Trek–Segafredo
- UAE Team Emirates

UCI ProTeamy
- Bingoal WB
- Eolo–Kometa
- Green Project–Bardiani–CSF–Faizanè
- Lotto–Dstny
- Team Corratec
- Team Novo Nordisk

UCI Continental týmy
- Beltrami TSA–Tre Colli
- Biesse–Carrera
- General Store–Essegibi–Fratelli Curia
- Team Colpack–Ballan
- Team Techipes #inEmiliaRomagna

## Výsledky
| Pořadí | Jezdec                           | Tým                      | Čas        |
| ------ | -------------------------------- | ------------------------ | ---------- |
| 1      | Nans Peters (FRA)                | AG2R Citroën Team        | 5h 08' 28" |
| 2      | Andrea Vendrame (ITA)            | AG2R Citroën Team        | + 46"      |
| 3      | Alessandro Covi (ITA)            | UAE Team Emirates        | + 46"      |
| 4      | Lorenzo Rota (ITA)               | Intermarché–Circus–Wanty | + 46"      |
| 5      | Clément Champoussin (FRA)        | Arkéa–Samsic             | + 46"      |
| 6      | Romain Grégoire (FRA)            | Groupama–FDJ             | + 46"      |
| 7      | Jefferson Alexander Cepeda (ECU) | EF Education–EasyPost    | + 50"      |
| 8      | Benoît Cosnefroy (FRA)           | AG2R Citroën Team        | + 1' 33"   |
| 9      | Diego Ulissi (ITA)               | UAE Team Emirates        | + 1' 46"   |
| 10     | Georg Zimmermann (GER)           | Intermarché–Circus–Wanty | + 1' 55"   |